# 나카무라 테츠

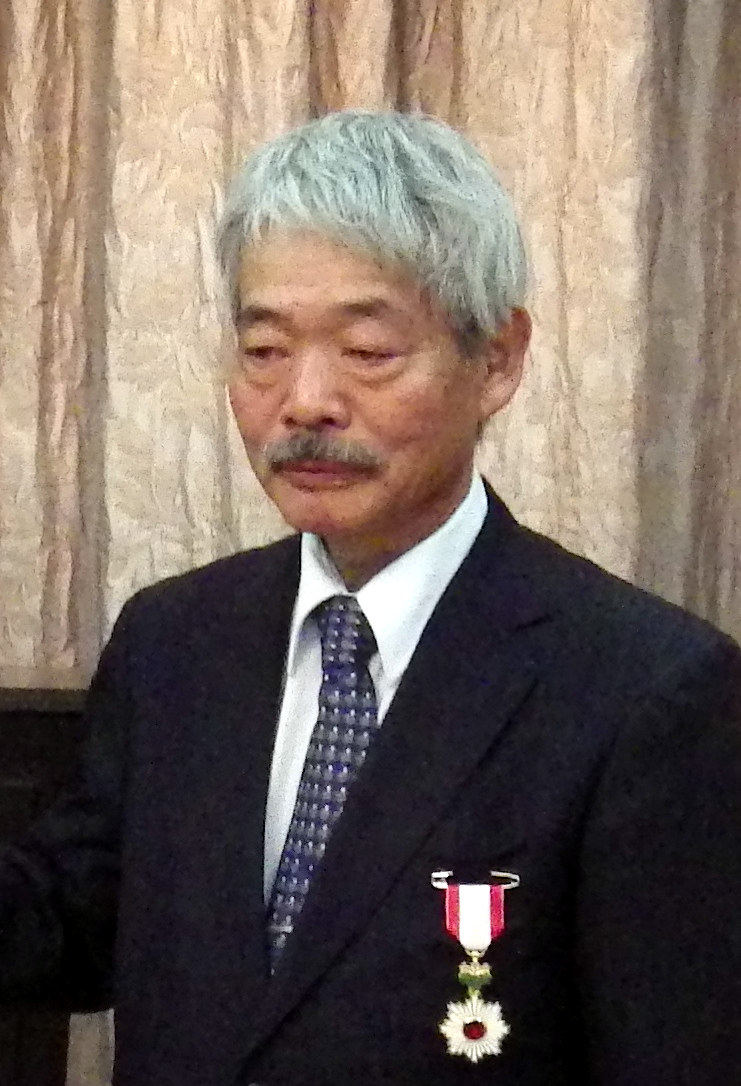

나카무라 테츠(中村哲, 파슈토어: تېڅو ناکامورا, 일명 카카 무라드, Kaka Murad, 파슈토어: کاکا مراد)는 일본의 의사이자 명예 훈장이었다. 일본어로 페샤와르회(ペシャワール会)로 알려진 구호 단체인 PMS(Peace Japan Medical Services)를 이끌었던 아프가니스탄 시민이다.
나카무라는 아프가니스탄 동부의 쿠나르강에서 운하 프로젝트를 건설하는 데 전념했으며 잘랄라바드 (아프가니스탄) 외곽의 감베리 사막을 무성한 숲과 비옥한 밀 농경지로 바꾸는 공로를 인정 받았다. 또한 두 개의 병원과 두 개의 모스크를 건설했다. 2019년 10월 아슈라프 가니 아프간 대통령은 그에게 명예 아프간 시민권을 부여했다.
2019년 12월 4일, 나카무라는 아프가니스탄 잘랄라바드에서 구호 차량을 타고 출근하던 중 경호원, 운전수와 함께 무장괴한들에게 암살당했다. 2021년 2월 11일, 아프가니스탄과 파키스탄 소식통은 아미르 나와즈(하지 두바이라고도 알려짐)가 나카무라 사망의 주요 용의자라고 주장했다. 아프가니스탄과 파키스탄 관리들은 나와즈가 아프가니스탄에서 살해되었으며 그가 파키스탄 테리크 탈레반의 무장 사령관이었다고 주장했다.